# Черножуков, Александр Викторович
Александр Викторович Черножуков (род. 18 июня 1958, Баку) — советский и российский военный деятель. Полковник. Герой Советского Союза.

## Начальная биография
Александр Викторович Черножуков родился 18 июня 1958 года в Баку в семье моряка. Окончил 10 классов.

## Военная служба
В 1975 году был призван в ряды Советской Армии.
В 1979 году Черножуков окончил Бакинское высшее общевойсковое командное училище и с 1979 года командовал разведывательным взводом (город Новочеркасск, Северо-Кавказский военный округ).
В 1982 году вступил в ряды КПСС.
С 1981 года находился в составе ограниченного контингента советских войск в Афганистане.
Ведя поиск в зоне ответственности бригады, старший лейтенант Черножуков получил донесение, что в населённом пункте Якланг (провинция Гильменд) находится отряд мятежников. Черножуков отдал роте приказ об атаке на бронетехнике противника, используя внезапность. Рота с двух сторон вошла в населённый пункт и попытка оказывания сопротивления противником провалилась.
Во время подхода к кишлаку Санабур (провинция Кандагар) разведка обнаружила передвижение отряда мятежников численностью около 150 человек. Старший лейтенант Черножуков отдал приказ о занятии господствующей высоты на пути движения отряда противника и после прохождения разведки разгроме отряда.
Командуя ротой старший лейтенант Черножуков принял участие в более чем двадцати операциях.
Указом Президиума Верховного Совета СССР от 3 марта 1983 года за мужество и героизм, проявленные при оказании интернациональной помощи Демократической Республике Афганистан, старшему лейтенанту Александру Викторовичу Черножукову присвоено звание Героя Советского Союза с вручением ордена Ленина и медали «Золотая Звезда» (№ 11493).
После службы в Афганистане занимал должности начальника штаба, а затем и командира мотострелкового батальона.
В 1988 году окончил Военную академию имени М. В. Фрунзе, в 1994 году принял должность командира учебного мотострелкового полка (в/ч 03264), дислоцировавшегося в посёлке Рощинский Самарской области.
В 2002 году закончил Военную академию Генерального штаба Вооружённых Сил РФ.
В последнее время полковник, служит в должности начальника отдела по контролю и координации за похоронным обеспечением в Вооруженных Силах РФ.
Живёт в Москве.

## Награды
- Медаль «Золотая Звезда»;
- орден Ленина;
- орден Красной Звезды;
- медали.